# Terreiro do Bogum
Terreiro do Bogum ou Zoogodô Bogum Malê Rundó está localizado na Ladeira do Bogum, antiga Manoel do Bonfim, no Bairro do Engenho Velho da Federação, em Salvador, Bahia, Brasil.
O Terreiro de Bogum, de Nação Jeje, Candomblé de tradição Jeje-Maí, tem muitas diferenças em relação aos outros terreiros de Salvador. A principal diferença é a língua falada nos rituais. Como explica Jaime Sodré (ogã da casa há 35 anos), no culto dos voduns do Daomé a língua falada pelos jeje é o eué, dos fons, com tradição ligada ao Benim. A maioria dos candomblés baianos é de tradição nagô e utiliza como língua o iorubá. Além da língua, alguns rituais dos jeje são diferentes. No Terreiro do Bogum não existem Orixás, lá se cultuam os Voduns e recebem outras denominações. Tem alguma semelhança com o Vodu haitiano.
Segundo historiadores, foi no local onde está o Bogum que Joaquim Jeje herói do movimento de insurreição de escravos malês, deixou o bogum (baú) onde estavam os donativos que permitiram a famosa Revolta dos Malês ocorrida em Salvador em janeiro de 1835.
Esses escravos sabiam ler e escrever em árabe, tinham grande poder de organização e articulação e pretendiam fundar um "reino africano" em terras brasileiras, mas foram traídos e a "revolução" foi descoberta.
O termo "bogum" também pode ser explicado pelo dialeto Gun (dialeto do fon com muitos elementos do iorubá), falado na região de Porto Novo, no Benim, significando "lugar (ibo) dos fons (guns)".
A missa em homenagem a São Bartolomeu é feita anualmente há 200 anos, tendo-se tornado uma tradição do Terreiro do Bogum, segundo informações da Fundação Cultural Palmares.
As festas anuais começam no dia 1º de janeiro e termina em meados de abril.

## Sacerdotisas
Nome de sacerdotisas e o período em que exerceram o cargo:
- Ludovina Pessoa, fundadora
  - Mãe Romana de Possú, Gaiaku Romaninha, iniciada por Maria Ogorensi[8]
- Maria Emiliana Piedade dos Reis, 1935-1950[9][10]
- Mãe Runhó, Valentina Maria dos Anjos Costa, 1960-1975
- Mãe Nicinha, Gamo Lokossi, Evangelista dos Anjos Costa, 1978-1994
- Mãe Índia, Zaildes Iracema de Mello, 2003[11]

## Cargos
- Pejigan é o responsável pelo Peji do terreiro.
- Abajigan é uma espécie de mordomo entre outras designações.
- Onoon hevié, título usado por homem iniciado a Quevioço, e responsável pelos segredos de Ayinoon, no Brasil só tem um Onoon pelo que consta nos dados registrados de representantes de culturas de outras etnias na Union Culture Off African to Brasil de acordo com a família Faryné, se chama "Onoon Paulo de Voodoun Familia Dzö (AxdàHeviè), Iniciado em Dassa-Zumé pela família de Faryné. Representante no Brasil do culto a raiz, Odiídi Idaxpó Ewé Wú Ayinoon, sendo assim esta informação que foi sedida pela UCAB, fica esta importante informação sobre a cultura Voodoun no Brasil na imagem deste Sr Onoon Hevié Voodoun, com isso a ritualistica liturgica e etnológica desta cultura só pode ser representada por Sacerdotes que fazem e fizeram História no Brasil.

## Influência cultural
O terreiro foi homenageado pelo samba da Viradouro Arroboboi, Dangbé no carnaval carioca em 2024 Vencedor do Grupo Especial deste ano nos versos "Ergue a casa de Bogum, atabaque na Bahia / Ya é Gu rainha, herdeira do candomblé / Centenário fundamento da costa da Mina / Semente de uma legião de fé".